# Poncke Princen
 (mai 2011).
Johan Cornelis Princen (21 novembre 1925, La Haye – 22 février 2002, Jakarta), familièrement appelé Poncke Princen, était un résistant anti-nazi néerlandais et un soldat de l'armée néerlandaise. En 1948, alors qu'il était soldat dans le corps expéditionnaire envoyé par les Pays-Bas en Indonésie pour récupérer leur colonie qui avait proclamé son indépendance le 17 août 1945, il déserte et rejoint le camp républicain. Il passera le restant de sa vie en Indonésie, devenant un militant des droits de l'homme, d'abord sous Soekarno, le premier président de l'Indonésie, puis sous son successeur Soeharto, entrant à plusieurs reprises en détention.
Pour certains, en particulier parmi ses anciens compagnons d'arme, Princen était un traître. Pour d'autres, notamment en Indonésie et au Timor oriental, mais également dans sa patrie d'origine et dans d'autres pays, il est un héros.

## Biographie

### L'enfance et l'adolescence
Princen, qui avait trois frères et sœurs, était le fils de parents libres-penseurs aux sympathies anarchistes. La vie d'un de ses arrière-grands-pères qui avait déserté du service militaire, est décrite dans un livre de l'écrivain néerlandais Antoon Coolen.
Malgré cette éducation, le jeune Princen s'intéresse à la religion catholique, influencé par les parents de sa mère, Theresia Princen-Van der Lee. En 1939, il entre au séminaire du Saint-Esprit de Weert, suivi par son frère cadet Kees, avec lequel il entretiendra une correspondance tout le long de sa vie mouvementée. C'est alors qu'il est au séminaire que l'Allemagne nazie envahit et occupe les Pays-Bas.
Princen ne sera jamais prêtre. En 1942, alors qu'il n'a que 17 ans, Il est engagé comme conseiller économique au Teppemaand Vargroup Groothandel voor Chemische Producten, une entreprise chimique dont le siège est à la ville de La Haye. Il ne restera toutefois pas longtemps à ce poste non plus, résolu à prendre les armes contre les occupants de son pays.

### L'occupation allemande
En 1943, Princen est arrêté par les autorités d'occupation allemande à Maastricht, alors qu'il tentait de gagner l'Espagne, d'où il espérait rejoindre l'Angleterre pour s'engager dans les troupes alliées. Il fut condamné pour « tentative d'assistance à l'ennemi » et envoyé au camp de concentration de Bois-le-Duc en 1944.
Le jour du débarquement en Normandie, il est transféré à la Kriegswehrmachtgefängnis (prison militaire de la Wehrmach) d'Utrecht. Là, il distrait ses camarades de détention en leur lisant à haute voix un de ses livres favoris, Pastoor Poncke (Le Pasteur Poncke) de l'écrivain néerlandais Jan Eekhout. Cela lui vaut le surnom de "Poncke", qu'il gardera le reste de sa vie.
Puis il est transféré au camp de concentration d'Amersfoort et de là, à Beckum en Allemagne. Il passera ainsi dans pas moins de sept prisons et camps nazis avant d'être finalement libéré à l'arrivée al des forces alliées.
Dès sa libération, Princen rejoint le  Stoottroepen Regiment Brabant (régiment des troupes d'assaut du Brabant basé dans la province du Brabant du Nord.
En 1945, il travaille au nouvellement créé Bureau voor Nationale Veiligheid (Bureau de la sûreté nationale, précurseur de l'actuel Service de la sûreté néerlandais. À l'époque, cette agence est essentiellement occupée à traquer les collaborateurs et les criminels de guerre, mais également à surveiller les indigènes des Indes néerlandaises résidant aux Pays-Bas, soupçonnés de sympathiser pour la rébellion contre la domination néerlandaise qui agite leur pays d'origine.

### Le service colonial
En mars 1946, Princen, comme d'autres jeunes Néerlandais, est appelé à rejoindre l'armée royale néerlandaise. Il prend part à ce que les Pays-Bas appellent officiellement les politionele acties ("actions de police") et les Indonésiens, la Revolusi.
Peu désireux de prendre part à cette guerre, Princen s'enfuit en France. Mais apprenant que sa mère est malade, il rentre au pays et est arrêté par la Maréchaussée, qui l'enferme à Schoonhoven. Le 28 décembre 1946, il est embarqué à bord du transport de troupe Sloterdijk. Ce sera la dernière fois qu'il verra son pays natal, si l'on exclut une brève visite plusieurs décennies plus tard.
A bord du même navire se trouvait aussi le jeune communiste néerlandais Piet van Staveren, lui aussi insoumis. Staveren désertera également pour rejoindre le camp indonésien. Il en semble pas toutefois qu'il y ait eu la moindre collusion entre les deux.

### Le guérillero indonésien
En décembre 1948, les Néerlandais lancent l’Operatie Kraai (« opération Corbeau »), prennent rapidement Yogyakarta, alors capitale de la république d'Indonésie, et arrêtent Soekarno et la plupart des dirigeants indonésiens (voir Révolution indonésienne).
C'est durant cette attaque que les Indonésiens libèrent Princen et lui proposent de rejoindre l'armée indonésienne, ce qu'il accepte. La jeune république est alors dans une situation catastrophique. Ses dirigeants sont en prison, et les Néerlandais ont repris le contrôle de la plupart du territoire indonésien. Les Indonésiens poursuivent la lutte par une guérilla intensive, ce qui leur vaut la sympathie et le soutien au niveau international.
Princen se dévoue totalement à sa nouvelle cause. Il prend part à la retraite de la division Siliwangi alors commandée par un colonel Nasution, depuis le centre de Java jusque dans l'ouest de l'île, événement que les Indonésiens appellent "la longue marche de Siliwangi" (en référence à la Longue marche de Mao). Princen est nommé officier d'état-major de la 2e brigade, dans le secteur de Purwakarta.